# 茶の木稲荷
茶の木稲荷（ちゃのきいなり）は、東京都港区芝五丁目に存在する稲荷神社である。宗教法人ではない。

## 概要
慶應仲通りの脇に存在する小さな稲荷神社である。
御祭神：稲荷大神（いなりおおかみ）
食物衣服を司る、家内安全、農業、工業、商業の繁昌、諸技藝の上達、交通旅行の安全等に御利益があるとされる。
2018年8月18日に取り壊され、近隣の巌流稲荷に合祀された。
なお茶の木稲荷（茶ノ木稲荷神社）は市ヶ谷八幡神社の境内にも存在する。また、中央区日本橋人形町一丁目にも茶ノ木神社が存在し、こちらも稲荷神社である。